# Joe Crawford (Musiker)

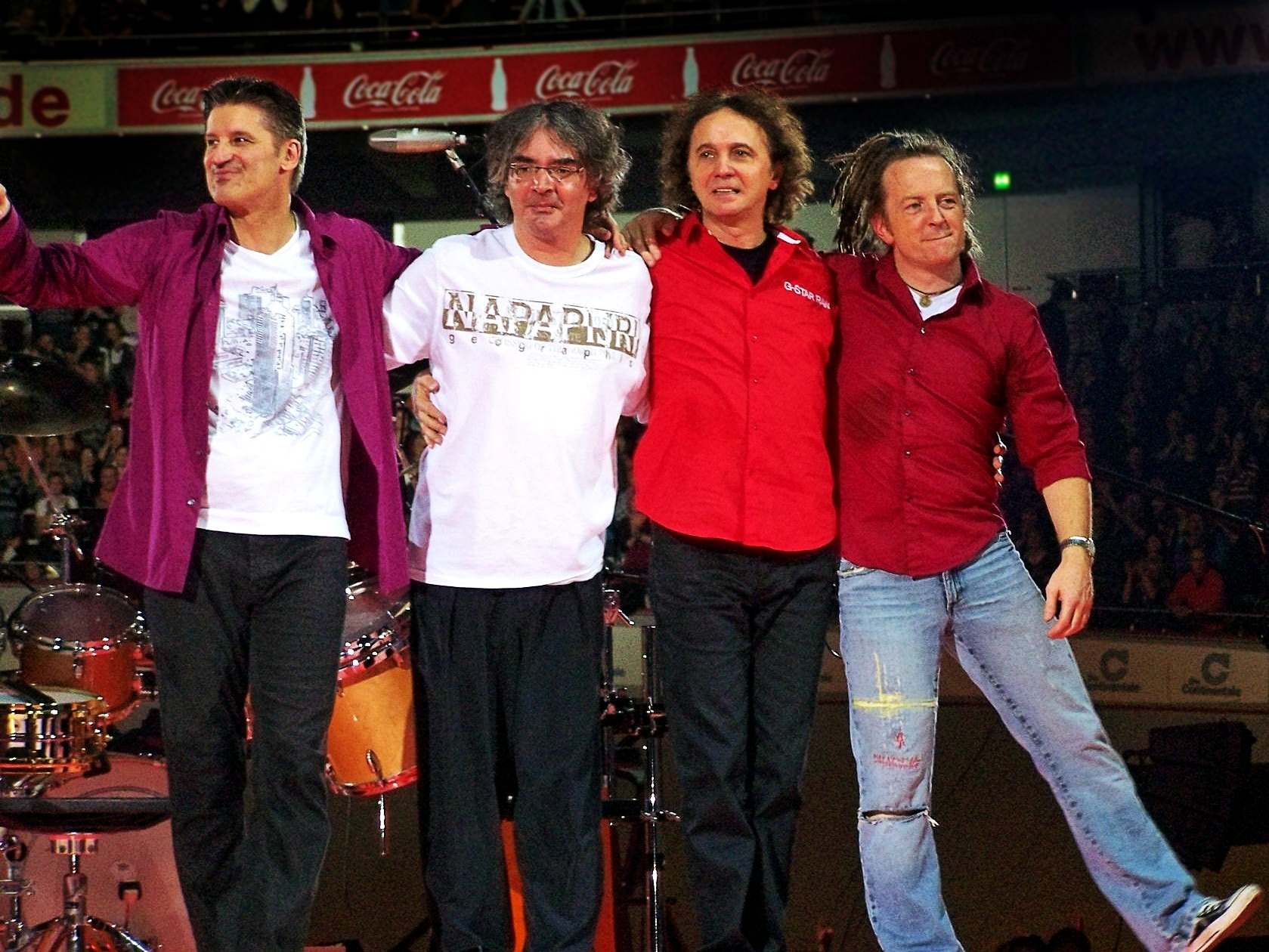
Joe Crawford (rechts) mit Bandkollegen

Joe Crawford (* 28. März 1963, als Jörg Weber) ist ein deutscher Pop-Musiker und Bassist der Band Pur. Zudem singt er dort und betreut die Fanclubs der Band.
Crawford wurde in Ludwigsburg geboren und wuchs in Ingersheim auf. Als er 1979 bei PUR (damals Crusade) anfing, wurde er als zweiter Gitarrist verpflichtet. Als später ein Bassist benötigt wurde, wechselte er das Instrument. In Freiburg und am Conservatoire National de Musique in Straßburg studierte er Musik mit Flöte als Hauptfach neben Kontrabass. Nach der Heirat mit der aus Amerika stammenden Susanne Crawford Anfang der 1990er-Jahre nahm er den Nachnamen seiner Frau an und wandelte Jörg (Jo) in Joe um. Er hat zwei Töchter.
In den Tourneepausen von PUR spielt er seit einiger Zeit auch bei anderen musikalischen Projekten mit z. B. mit theUNION, als gelegentliche Aushilfe am Bass im Musical „Mamma Mia!“ im Orchestergraben des Palladium Theaters in Stuttgart, mit der Formation „Big Yellow Taxi“ seines Mamma-Mia-Kollegen Christoph Weigold, den „Dicken Fischen“, bei Rudis Soloprojekt „R.U.D.Y.’S Journey“ oder als Subbassflötist und Blockflötenlehrer bei Konzerten der Musikschule Bietigheim-Bissingen.